# Peter Isselburg

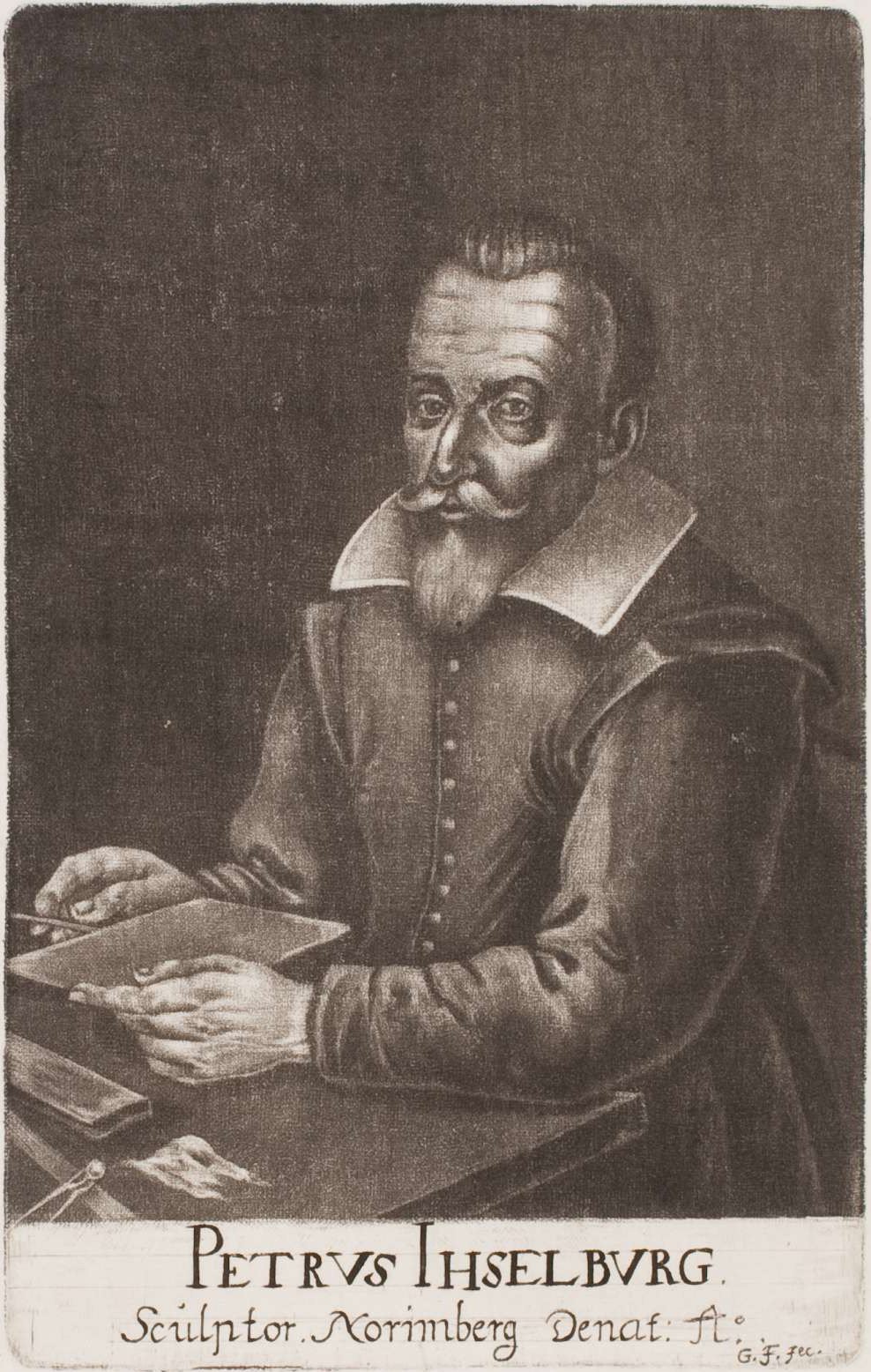
Ritratto di Peter Isselburg eseguito da Georg Fennitzer

Peter Isselburg, o Eisselburg o Ysselburg (Colonia, 1580  circa – Colonia o Norimberga o Bamberga, 1630  circa), è stato un incisore, disegnatore, editore  e pittore tedesco.

## Biografia

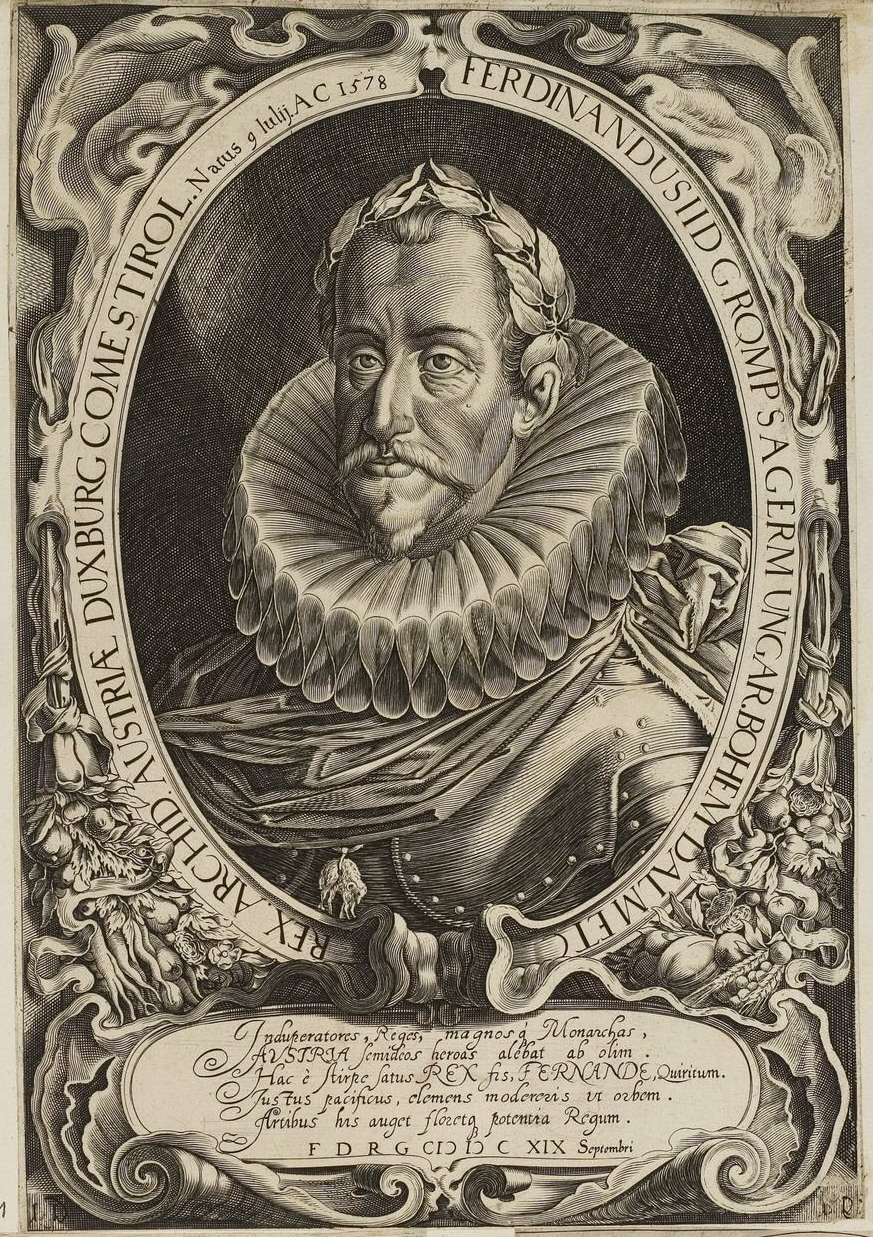
Ritratto di Ferdinando II d'Asburgo

Forse allievo di Crispijn van de Passe o quantomeno di un incisore olandese, operò inizialmente nella sua città natale dal 1606 al 1610. Nel 1610 si trasferì a Norimberga, dove rimase fino al 1622. Dopo aver goduto di grande prosperità in questa città e aver ottenuto riconoscimenti dalla giunta municipale per le sue incisioni, nel 1621 pubblicò un'opera di contenuto polemico nei confronti del re d'inverno intitolata Deß Pfalzgrafen Körauß auß Böheim Ober vnd Vnderpfalz. Quest'attività illegale gli valse la perdita della cittadinanza di Norimberga. Si trasferì quindi a Bamberga dove rimase dal 1622 al 1625, operò poi a Coburgo dal 1626 al 1627 alle dipendenze di Giovanni Casimiro di Sassonia-Coburgo e infine a Norimberga nel 1630. Non è certo in quale città sia morto, probabilmente o Colonia o Norimberga o Bamberga.
Rappresentò soprattutto soggetti religiosi e storici e realizzò ritratti e vedute topografiche. Incise per lo più da suoi stessi disegni. Illustrò anche libri di emblemi, come il Wahlnürnberger, che realizzò in collaborazione con Georg Rem di Augusta, incisore strettamente associato all'Accademia di Altdorf.
Furono suoi allievi Joachim von Sandrart e Hans Troschel..

## Opere
- Ritratto di Ferdinando II d'Asburgo, incisione, 1619, Hofbibliothek Arolsen
- Minor esca maioris, incisione, Emblemata Politica In Aula Magna Curiae Noribergensis Depicta, 1617[6]
- L'assedio di Mannheim, incisione, 29 x 37 cm[7]
- Una riunione della "Fruchtbringenden Gesellschaft", incisione[8]
- Ritratto di Federico Guglielmo II di Sassonia-Altenburg, incisione, 1624, Hofbibliothek Arolsen[9]
- Ritratto di Guglielmo di Sassonia-Weimar, incisione, 1624, Hofbibliothek Arolsen[10]
- Ritratto di Ferdinando II d'Asburgo, incisione, 1619, Hofbibliothek Arolsen[11]
- Ritratto di Christoph Fürer von Haimendorf, incisione, Hofbibliothek Arolsen[12]